# Joel Cox
Joel Cox (Los Angeles, 2 aprile 1942) è un montatore statunitense.
Vincitore dell'Oscar per il miglior montaggio nel 1993 per Gli spietati, è uno dei più fedeli collaboratori del regista Clint Eastwood, con cui ha collaborato in 33 film fin dal 1976.

## Biografia e carriera
Inizia con una parte come attore bambino nel film Prigionieri del passato, e inizia a lavorare per la Warner Bros. fin dal 1961.
Il primo film che lo vede assistente al montaggio è il cult di Sam Peckinpah Il mucchio selvaggio del 1969.
Dopo aver montato Cielo di piombo, ispettore Callaghan con Eastwood attore protagonista nel 1976, inizia la proficua collaborazione col regista (che affiancherà praticamente per tutta la sua carriera fino ai giorni nostri e che monopolizza la stessa carriera di Cox) a partire da L'uomo nel mirino (1976).
Oltre all'Oscar del 1993, è candidato anche nel 2005 (battuto da Thelma Schoonmaker che ottiene la statuetta per The Aviator di Martin Scorsese).
La sua attività come montatore è quasi interamente associata ai film di Eastwood: tra le poche prove al montaggio di altri registi anche Marlowe, il poliziotto privato, del 1975.

## Filmografia parziale
- Marlowe, il poliziotto privato (Farewell, My Lovely), regia di Dick Richards (1975)
- Cielo di piombo, ispettore Callaghan (The Enforcer), regia di James Fargo (1976)
- L'uomo nel mirino (The Gauntlet), regia di Clint Eastwood (1977)
- Bronco Billy, regia di Clint Eastwood (1980)
- Honkytonk Man, regia di Clint Eastwood (1982)
- Coraggio... fatti ammazzare (Sudden Impact), regia di Clint Eastwood (1983)
- Corda tesa (Tightrope), regia di Richard Tuggle (1984)
- Vanessa (Vanessa in the Garden), episodio Storie incredibili (serie televisiva 1985) (Amazing Stories) (1985) - Serie TV
- Il cavaliere pallido (Pale Rider), regia di Clint Eastwood (1985)
- Gunny (Heartbreak Ridge), regia di Clint Eastwood (1986)
- Bird, regia di Clint Eastwood (1988)
- Cacciatore bianco, cuore nero (White Hunter Black Heart), regia di Clint Eastwood (1990)
- La recluta (The Rookie), regia di Clint Eastwood (1990)
- Gli spietati (Unforgiven), regia di Clint Eastwood (1992)
- Un mondo perfetto (A Perfect World), regia di Clint Eastwood (1993)
- I ponti di Madison County (The Bridges of Madison County), regia di Clint Eastwood (1995)
- Mezzanotte nel giardino del bene e del male (Midnight in the Garden of Good and Evil), regia di Clint Eastwood (1997)
- Potere assoluto (Absolute Power), regia di Clint Eastwood (1997)
- Fino a prova contraria (True Crime), regia di Clint Eastwood (1999)
- Space Cowboys, regia di Clint Eastwood (2000)
- The Blues, episodio Piano Blues, regia di Clint Eastwood (2002) - Documentario di una serie di sette dirette da vari registi
- Debito di sangue (Blood Work), regia di Clint Eastwood (2002)
- Mystic River, regia di Clint Eastwood (2003)
- Million Dollar Baby, regia di Clint Eastwood (2004)
- Lettere da Iwo Jima (Letters from Iwo Jima), regia di Clint Eastwood (2006)
- Flags of Our Fathers, regia di Clint Eastwood (2006)
- Gran Torino, regia di Clint Eastwood (2008)
- Changeling, regia di Clint Eastwood (2008)
- Invictus - L'invincibile (Invictus), regia di Clint Eastwood (2009)
- Hereafter, regia di Clint Eastwood (2010)
- Di nuovo in gioco (Trouble with the Curve), regia di Robert Lorenz (2012)
- Prisoners, regia di Denis Villeneuve (2013)
- American Sniper, regia di Clint Eastwood (2014)
- Pirati dei Caraibi - La vendetta di Salazar, regia di Joachim Rønning ed Espen Sandberg (2017)
- Nella tana dei lupi (Den of Thieves), regia di Christian Gudegast (2018)
- Il corriere - The Mule (The Mule), regia di Clint Eastwood (2018)
- Richard Jewell, regia di Clint Eastwood (2019)
- Cry Macho - Ritorno a casa (Cry Macho), regia di Clint Eastwood (2021)
- Giurato numero 2 (Juror No. 2), regia di Clint Eastwood (2024)